# Undecaan
Undecaan is een koolwaterstof uit de groep van de alkanen, met als brutoformule C11H24. De stof komt voor als een kleurloze vloeistof, die onoplosbaar is in water. Van undecaan bestaan 159 structuurisomeren, maar deze zijn alle (op undecaan zelf na) in meerdere of mindere mate vertakt.